# Gelterfingen
Gelterfingen es una comuna suiza del cantón de Berna, situada en el distrito administrativo de Berna-Mittelland. Limita al norte con la comuna de Belp, al este con Gerzensee, al sur con Mühledorf, Kirchenthurnen y Rümligen, y al oeste con Kaufdorf y Toffen.
Hasta el 31 de diciembre de 2009 situada en el distrito de Seftigen.